# Villalpardo
Villalpardo ist ein Ort und eine Gemeinde (Municipio) mit 1.000 Einwohnern (Stand: 2024) in der Provinz Cuenca in der Autonomen Region Kastilien-La Mancha.

## Geographie
Villalpardo liegt etwa 75 Kilometer südsüdöstlich von Cuenca in einer Höhe von ca. 780 m.

## Bevölkerungsentwicklung
| 1900 | 1950 | 1970 | 1981 | 1991 | 2001 | 2011 | 2021 |
| ---- | ---- | ---- | ---- | ---- | ---- | ---- | ---- |
| 558  | 1130 | 1108 | 1120 | 1132 | 1127 | 1147 | 996  |

## Sehenswürdigkeiten

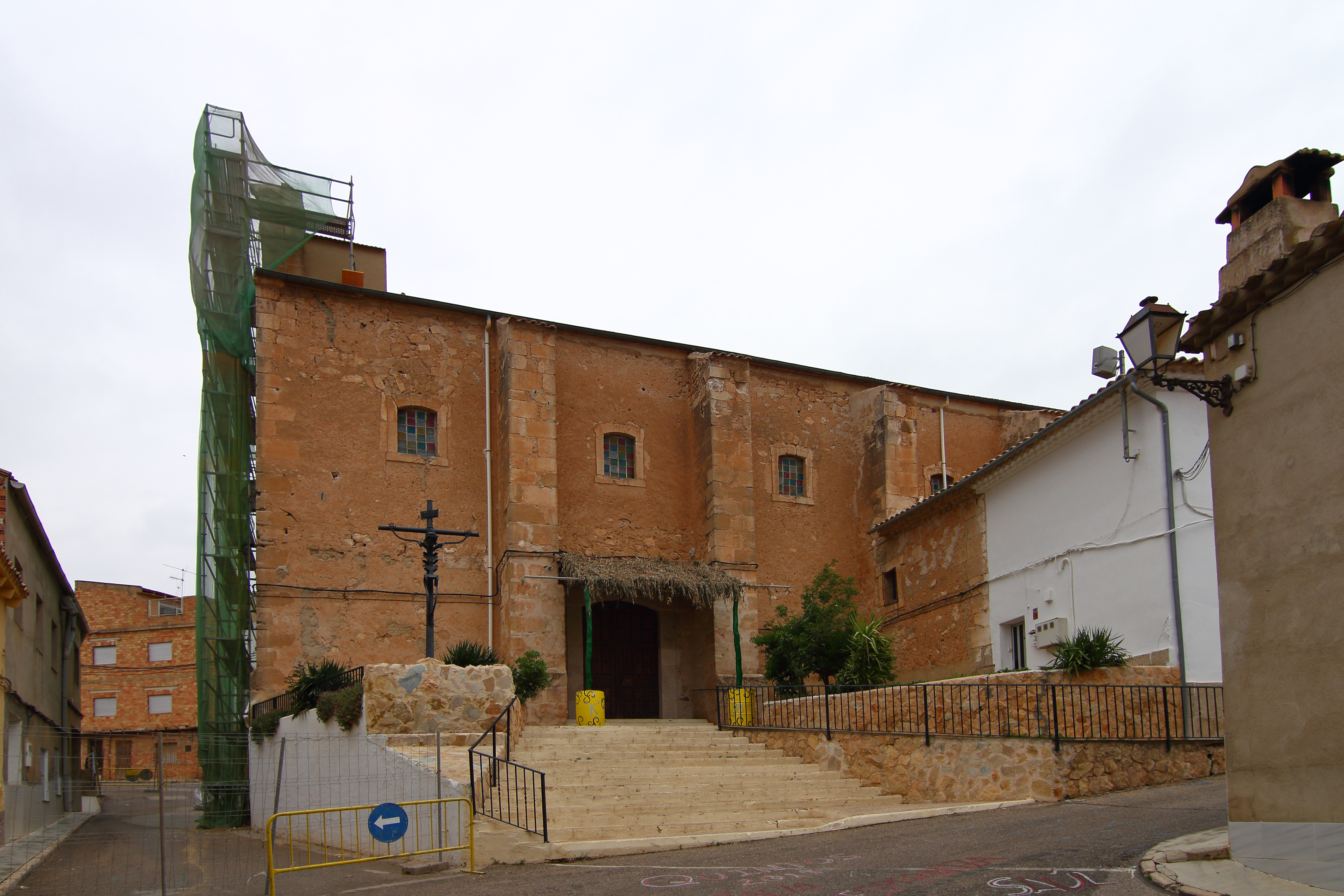
Petri-Ketten-Kirche
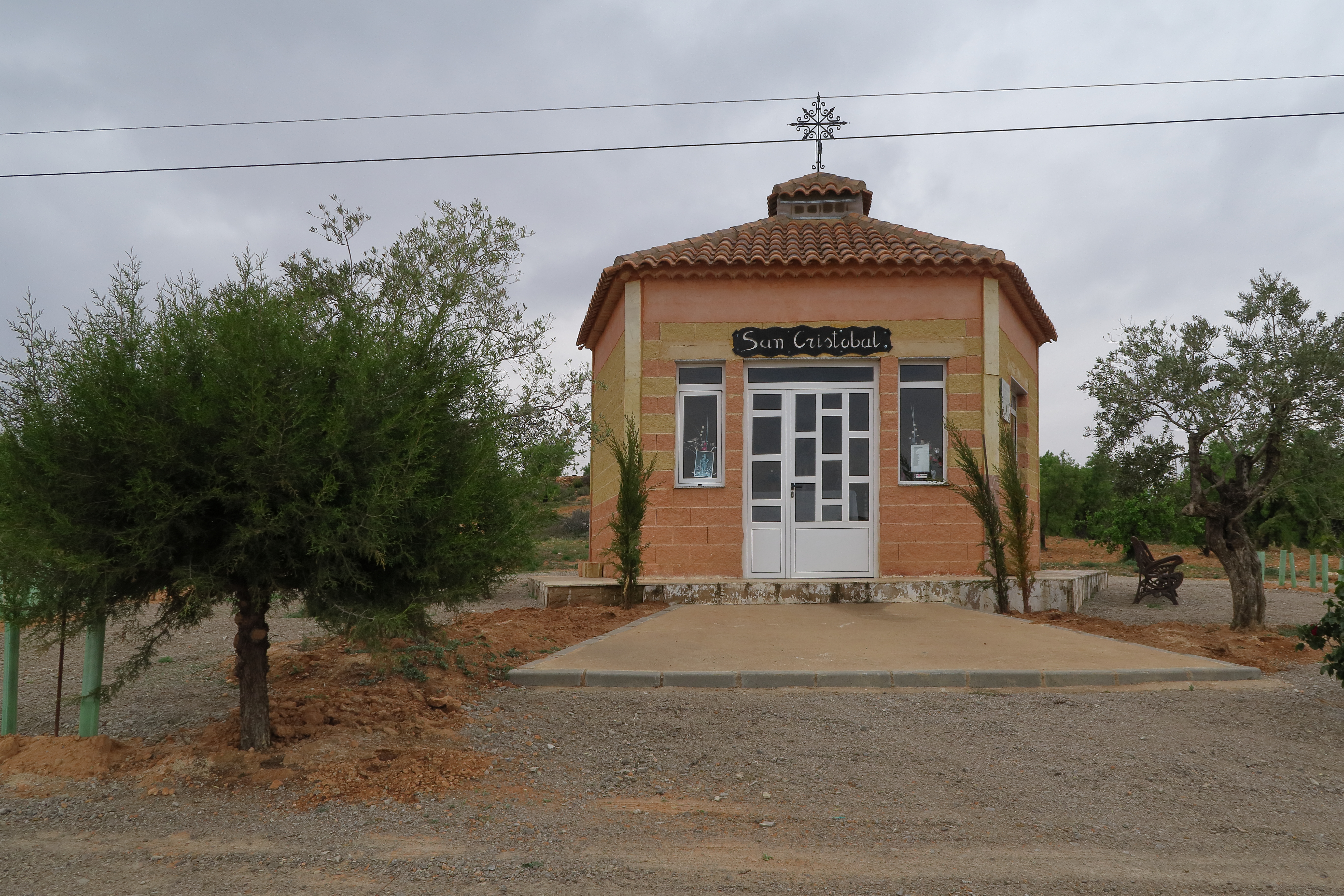
Marienheiligtum (Santuario de Nuestra Señora de Consolación)
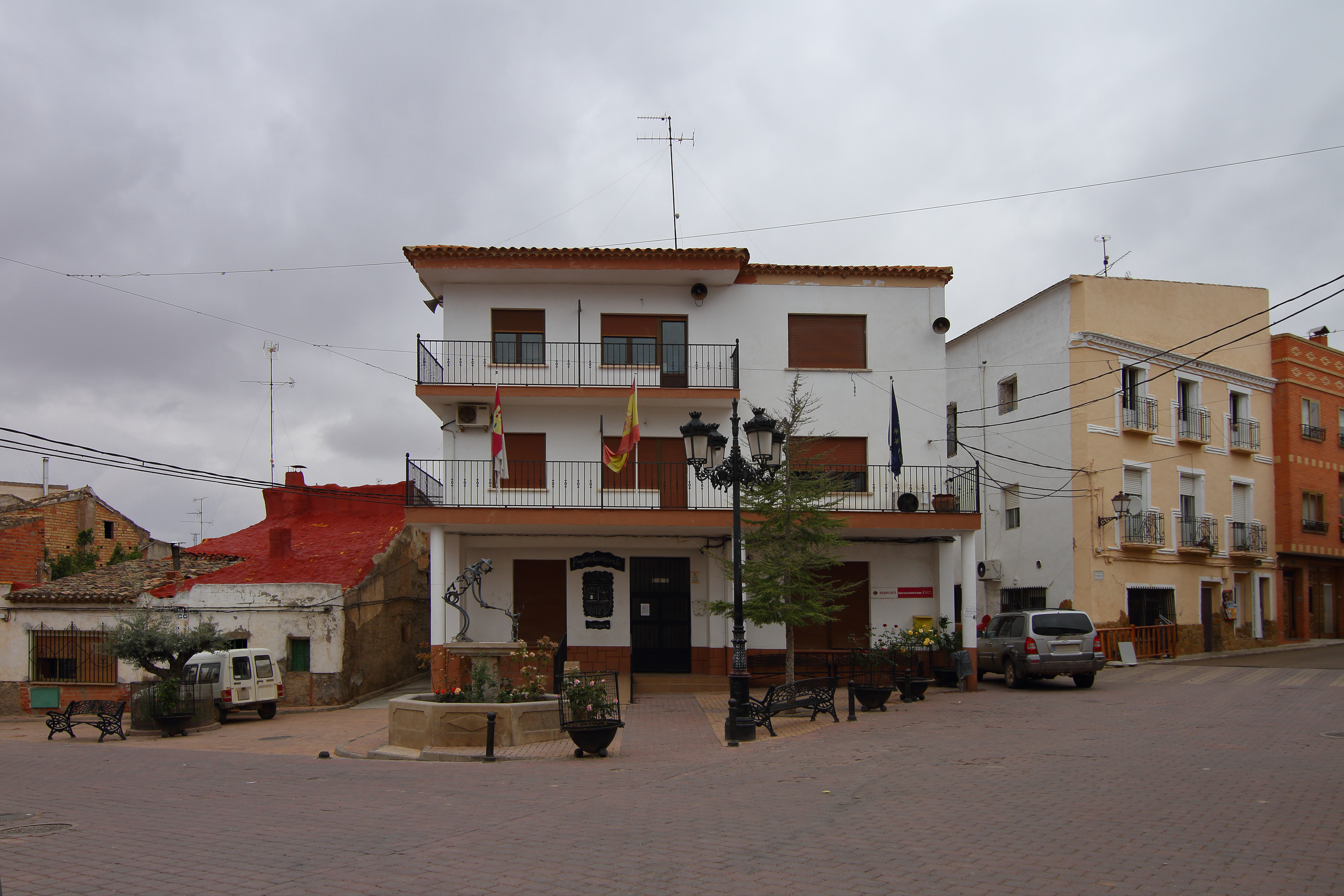
Christopheruskapelle

- Petri-Ketten-Kirche
- Christopheruskapelle
- Rathaus